# Ōhōri Tsuruhime
Tsuruhime (鶴姫?), también llamada Ōhōri Tsuruhime (大祝鶴姫?  1526–1543), fue una guerrera japonesa (Onna-musha) del período Sengoku. Era la hija de Ōhōri Yasumochi, un sacerdote principal del Santuario Ōyamazumi de la Isla Ōmi, en la provincia de Iyo. Fue a la batalla varias veces, y su afirmación de inspiración divina junto a sus habilidades de lucha han llevado a que se la compare con Juana de Arco. Tsuruhime es una de las guerreras más reconocibles de la historia japonesa.

## Biografía

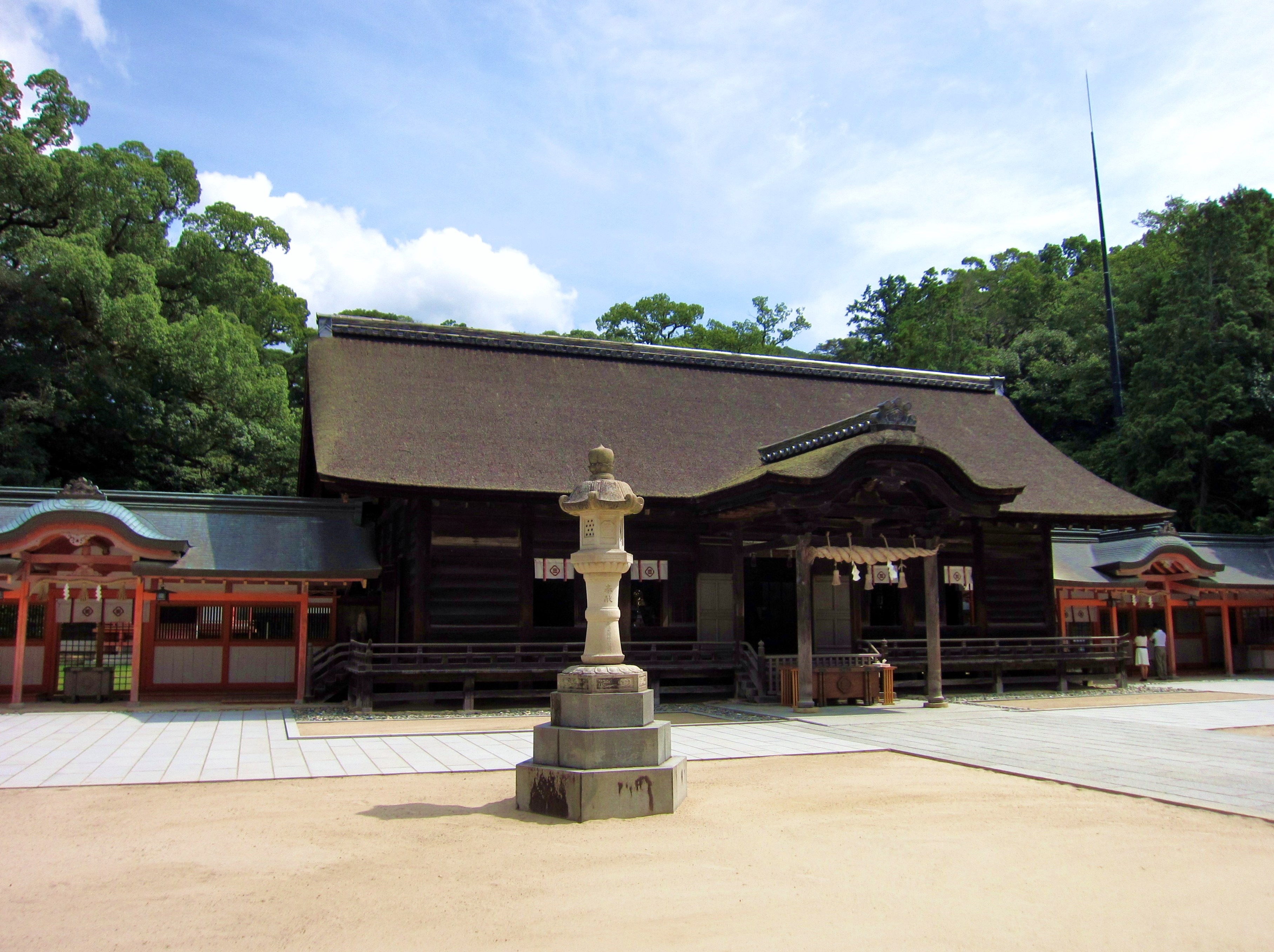
Santuario de Ōyamazumi en la Isla Ōmi.

Ōhōri Tsuruhime nació en 1526. Era la tercera hija de Ōhōri Yasumochi, sacerdote principal (Kannushi) del Santuario Ōyamazumi, en la Isla Ōmi, al norte de la provincia de Iyo y a unos 48 kilómetros al sureste de Hiroshima. La isla se encuentra en el Mar interior de Seto de Japón (Setouchi). El santuario sintoísta fue fundado en 594 y está dedicado a Ōyamatsumi, el hermano mayor de la diosa solar japonesa Amaterasu, la diosa de las montañas, los mares y las guerras. El templo era un lugar de peregrinación para los samuráis, que dejaban allí armas y armaduras como sacrificio. Con el tiempo se convirtió en un museo de armas. 
En ese momento, la isla estaba bajo amenaza por el creciente poder de Ōuchi Yoshitaka (1507-1551) de Yamaguchi, en Honshu. Yoshitaka poseía las regiones de Kyūshū y Chūgoku. En 1534, estalló una guerra entre el clan Ōuchi y el clan Kōno (野氏) de Shikoku, propietario del templo Ōyamatsumi. Los dos hermanos mayores de Tsuruhime murieron durante el conflicto. En 1541, cuando Tsuruhime tenía 15 años, su padre murió de una enfermedad y ella heredó el puesto de sacerdotisa principal. Había sido entrenada desde la infancia en las artes marciales, y cuando los Ōuchi realizaron nuevos ataques contra Ōmishima, lideró una resistencia armada para defender la isla. Se autoproclamó avatar de Myojin de Mishima (三島 明 神), un poderoso santuario kami. Lideró un ejército en la batalla y expulsó a los samuráis Ōuchi de vuelta al mar cuando atacaron Ōmishima en 1541.
 

Cuatro meses después los invasores regresaron. Tsuruhime lideró a sus tropas en un contraataque sorpresa contra los barcos enemigos. Mientras un general Ōuchi, Ohara Takakoto, se divertía en su buque insignia, fue atacado por Tsuruhime en una incursión. Ella abordó con éxito el barco del general Takakoto y lo convocó a un duelo. Según otra versión, Tsuruhime subió en secreto al barco donde los samuráis Ouchi estaban festejando. Al principio, Takakoto se burló de su presunción, pero Tsuruhime ganó el duelo y lo mató. Un relato afirma que «las palabras irrespetuosas de Takakoto hacia Tsuruhime fueron agudas, pero no tan agudas como la espada con la que ella lo apuñaló». A esto le siguió una lluvia de hōrokubiya (焙烙火矢; bombas esféricas explosivas) lanzadas por los aliados de Tsuruhime para destruir numerosos barcos, lo que ahuyentó a la flota Ōuchi. En 1543, cuando Tsuruhime tenía diecisiete años, se reincorporó a la lucha contra los Ōuchi. La flota de Sue Harukata derrotó a las tropas del clan Kono. Tsuruhime se sintió profundamente abrumada al enterarse de que su prometido, Yasunari Ochi (nacido en 1522), había muerto en combate. Tsuruhime preparó una emboscada en la que derrotó al ejército de Ouchi. Según la leyenda, se suicidó ahogándose debido al dolor por su amado. Sus últimas palabras fueron: 
Con el océano de Mishima como mi testigo, mi amor quedará grabado con mi nombre.
 Aunque se romantiza que murió cuando era joven, no se conocen registros contemporáneos que lo confirmen.

## Legado
La armadura Dō-maru, conservada en el Santuario Ōyamazumi, se considera la armadura que Tsuruhime usó en batalla. En 1959, la armadura fue incluida en la Lista de Tesoros Nacionales de Japón. El santuario celebra festivales y procesiones en honor a Tsuruhime. La procesión está encabezada por una mujer vestida con un traje típico de Tsuruhime. Se celebran carreras de barcos kyōtei y mucha gente asiste a las celebraciones.
Tsuruhime se hizo más famosa entre el público en general por la novela de 1966 Mar, mujer y armadura - la Juana de Arco de Setouchi (海と女と鎧―瀬戸内のジャンヌ・ダルク), escrita por el autor Mishima Yasukiyo (三島 安精). 
Sin embargo, ni siquiera los habitantes de Omishima, donde se ambienta la novela, habían oído hablar de ella hasta su publicación. Si bien Tsuruhime es ahora una importante atracción turística para Omishima, existen dudas, críticas y comentarios sobre su existencia.